# Bernské růžové

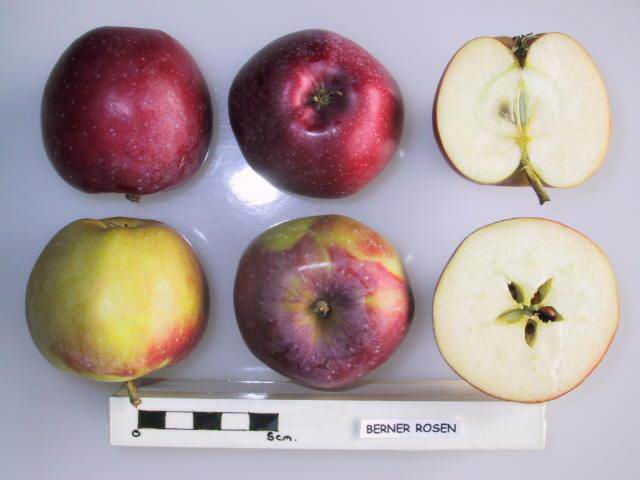

Bernské růžové (Malus domestica 'Bernské růžové') je ovocný strom, kultivar druhu jabloň domácí z čeledi růžovitých. Plody jsou řazeny mezi odrůdy podzimních jablek, sklízí se v září, dozrává v prosinci. Odrůda je považována za silně náchylnou vůči některým chorobám.

## Historie

### Původ
Byla vyšlechtěna ve Švýcarsku. Odrůda byla nalezena jako pláně v lese okolo roku 1800.

## Vlastnosti

### Růst
Růst odrůdy je střední, později slabý. Koruna kulovitá, dobře obrůstá krátkým plodonosným obrostem. Řez je nezbytný, vyžaduje zmlazování.

## Plodnost
Plodí záhy, hojně, pravidelně, později se střídají menší a větší sklizně.

## Plod
Plod je tupě kuželovitý, střední. Slupka ojíněná, hladká, žluté zbarvení je překryté zářivě červenou barvou. Dužnina je nažloutlá místy narůžovělá se sladce navinulou chutí, dobrá.

## Choroby a škůdci
Odrůda silně trpí strupovitostí jabloní a středně padlím. Netrpí mrazy ale je napadáno rakovinou.